# Un certain regard
 (juin 2016).
Si vous disposez d'ouvrages ou d'articles de référence ou si vous connaissez des sites web de qualité traitant du thème abordé ici, merci de compléter l'article en donnant les références utiles à sa vérifiabilité et en les liant à la section « Notes et références ».
Pour les articles homonymes, voir UCR.
Un certain regard (parfois abrégé UCR) est une section dérivée de la sélection officielle du Festival de Cannes, créée en 1978.
Un certain regard valorise un cinéma plus original et audacieux que celui de la sélection officielle, se démarquant par leur narration et / ou leur mise en scène, et récompense des cinéastes encore inconnus ou peu connus.

## Historique
La section a été créée par Gilles Jacob (délégué général du Festival) en 1978, pour le 31e Festival de Cannes. Elle rassemble toutes les sélections parallèles non-compétitives créées par les dirigeants du Festival, Robert Favre Le Bret et Maurice Bessy (à savoir les sections Perspectives du cinéma français, Les Yeux fertiles - autres formes d'art, L'Air du temps - films d'actualité, et Passé composé - films de montage). Cette section parallèle fait concourir des films originaux et favorise la découverte de nouveaux talents. Le prix de la Caméra d'or a été créé la même année.
Il faudra attendre 1998 pour que la section Un certain regard devienne compétitive, par la création du Prix un certain regard,.

## Principe
La sélection annuelle d'Un certain regard compte une vingtaine de films, autant que la sélection officielle, annoncés en même temps que la sélection officielle, à la mi-avril. Un film faisant partie de cette section peut ouvrir la compétition en film d'ouverture, s'il est accessible au grand public et comporte des acteurs connus. Il peut également clore le festival.
Les films sont évalués par un jury de professionnels du cinéma, propre à la section, avec généralement cinq membres dont un président. Les meilleurs films sont récompensés la veille de la clôture du Festival, par plusieurs prix (d'autres prix peuvent être exceptionnellement remis). La plus haute récompense, le Prix Un certain regard, parrainé par la Fondation Gan pour le cinéma, offre également une donation financière au distributeur. Les films en tête du classement concourent pour la Caméra d'or. 14 lauréats de la Caméra d'or proviennent de la sélection d'Un certain regard.

## Jury Un certain regard
Depuis 1998, la sélection a son propre jury qui décerne les prix propres à la sélection. Les jurés sont souvent des critiques de cinéma, mais de plus en plus de cinéphiles composent le jury. Le jury a un président depuis 1999. 
| Année                              | Jurés                                     | Profession                                                     | Pays                 |
| ---------------------------------- | ----------------------------------------- | -------------------------------------------------------------- | -------------------- |
| 1998                               |                                           |                                                                |                      |
| Thierry Gandillot                  | Critique L'Express                        | France                                                         |                      |
| Luc Honorez                        | Critique Le Soir                          | Belgique                                                       |                      |
| Jacques Mandelbaum                 | Critique Le Monde                         | France                                                         |                      |
| Pierre Murat                       | Critique Télérama                         | France                                                         |                      |
| 1999                               |                                           |                                                                |                      |
| Lambert Wilson (président du jury) | Acteur                                    | France                                                         |                      |
| Irène Bignardi                     | Critique La Repubblica                    | Italie                                                         |                      |
| Annie Copperman                    | Critique Les Échos                        | France                                                         |                      |
| Thierry Gandillot                  | Critique L'express                        | France                                                         |                      |
| Jonathan Romney                    | Critique The Guardian                     | Royaume-Uni                                                    |                      |
| Laurent Tirard                     | Critique                                  | France                                                         |                      |
| 2000                               | Jane Birkin (présidente du jury)          | Actrice                                                        | France               |
| 2000                               | José Maria Prado                          | Directeur de la Filmoteca Española                             | Espagne              |
| 2000                               | Jan Schluz-Ojala                          | Critique Der Tagesspiegel                                      | Allemagne            |
| 2000                               | Noël Tinazzi                              | Critique La Tribune                                            | France               |
| 2000                               | Marie-Noëlle Tranchant                    | Critique Le Figaro                                             | France               |
| 2000                               | Marc Voinchet                             | Critique France Culture                                        | France               |
| 2001                               | Ariane Ascaride (présidente du jury)      | Actrice                                                        | France               |
| 2001                               | Virginie Apiou                            | Critique Première                                              | France               |
| 2001                               | François-Guillaume Lorrain                | Critique Le Point                                              | France               |
| 2001                               | Florence Malraux                          | Assistante réalisateur                                         | France               |
| 2001                               | Thomas Sotinel                            | Critique Le Monde                                              | France               |
| 2002                               | Anne Fontaine (présidente du jury)        | Réalisatrice                                                   | France               |
| 2002                               | Fabienne Bradfer                          | Critique Le Soir                                               | Belgique             |
| 2002                               | Jean-Sébastien Chauvin                    | Critique Cahiers du cinéma                                     | France               |
| 2002                               | Louis Guichard                            | Critique Télérama                                              | France               |
| 2002                               | Fabrice Pliskin                           | Critique L'Obs                                                 | France               |
| 2002                               | David Tran                                | Critique Le Progrès                                            | France               |
| 2002                               | Pierre Vavasseur                          | Critique Le Parisien                                           | France               |
| 2003                               | Abderrahmane Sissako (président du jury)  | Réalisateur                                                    | Mauritanie           |
| 2003                               | Jannike Ahlund                            | Présidente du Festival de Göteborg                             | Suède                |
| 2003                               | Geoff Andrew                              | Critique Time Out London                                       | Royaume-Uni          |
| 2003                               | Alexis Campion                            | Critique Le Journal du dimanche                                | France               |
| 2003                               | Carole Laure                              | Actrice                                                        | Canada               |
| 2003                               | Christine Masson                          | Critique France Inter                                          | France               |
| 2003                               | Pierre Todeschini                         | Critique                                                       | France               |
| 2004                               | Jeremy Thomas (président du jury)         | Producteur                                                     | Royaume-Uni          |
| 2004                               | Michel Demopulos                          | Critique                                                       | Grèce                |
| 2004                               | Carlos Gomez                              | Critique Le Journal du dimanche                                | France               |
| 2004                               | Eric Libiot                               | Critique L'Express                                             | France               |
| 2004                               | Baba Richerme                             | Critique RAI                                                   | Italie               |
| 2004                               | Eva Zaoralova                             | Directrice du Festival de Karlovy Vary                         | République tchèque   |
| 2005                               | Alexander Payne (président du jury)       | Réalisateur                                                    | États-Unis           |
| 2005                               | Eduardo Antin                             | Critique                                                       | Argentine            |
| 2005                               | Betsy Blair                               | Actrice                                                        | États-Unis           |
| 2005                               | Katia Chapoutier                          | Journaliste                                                    | Canada               |
| 2005                               | Sandra Den Hamer                          | Directrice du Festival de Rotterdam                            | Pays-Bas             |
| 2005                               | Gilles Marchand                           | Réalisateur                                                    | France               |
| 2005                               | Geneviève Welcomme                        | Journaliste                                                    | France               |
| 2006                               | Monte Hellman (président du jury)         | Réalisateur et Monteur                                         | États-Unis           |
| 2006                               | Lars-Olav Beier                           | Journaliste                                                    | Allemagne            |
| 2006                               | Maurizio Cabonat                          | Journaliste                                                    | Italie               |
| 2006                               | Jean-Pierre Lavoignat                     | Journaliste                                                    | France               |
| 2006                               | Marjane Satrapi                           | Réalisatrice                                                   | France               |
| 2006                               | Laura Winters                             | Journaliste                                                    | France               |
| 2007                               | Pascale Ferran (présidente du jury)       | Réalisatrice                                                   | France               |
| 2007                               | Qin Bian                                  | Critique                                                       | Chine                |
| 2007                               | Kent Jones                                | Scénariste                                                     | États-Unis           |
| 2007                               | Cristi Puiu                               | Réalisateur                                                    | Roumanie             |
| 2007                               | Jasmine Trinca                            | Actrice                                                        | Italie               |
| 2008                               | Fatih Akin (président du jury)            | Réalisateur                                                    | Allemagne Turquie    |
| 2008                               | Anupama Chopra                            | Journaliste                                                    | Inde                 |
| 2008                               | Yasser Moheb                              | Critique                                                       | Égypte               |
| 2008                               | Catherine Mtsitouridze                    | Journaliste                                                    | Russie               |
| 2008                               | José Maria Prado                          | Directeur de la Filmoteca Española                             | Espagne              |
| 2009                               | Paolo Sorrentino (président du jury)      | Réalisateur                                                    | Italie               |
| 2009                               | Julie Gayet                               | Actrice                                                        | France               |
| 2009                               | Uma Da Cunha                              | Journaliste                                                    | Inde                 |
| 2009                               | Marit Kapla                               | Directeur du Festival de Göteborg                              | Suède                |
| 2009                               | Piers Handling                            | Directeur du Festival de Toronto                               | Canada               |
| 2010                               | Claire Denis (présidente du jury)         | Réalisatrice et Scénariste                                     | France               |
| 2010                               | Kim Dong-Ho                               | Directeur du Festival de Pusan                                 | Corée du Sud         |
| 2010                               | Patrick Ferla                             | Journaliste                                                    | Suisse               |
| 2010                               | Helena Lindblad                           | Critique                                                       | Suède                |
| 2010                               | Serge Toubiana                            | Directeur de la Cinémathèque française                         | France               |
| 2011                               | Emir Kusturica (président du jury)        | Réalisateur                                                    | Serbie               |
| 2011                               | Élodie Bouchez                            | Actrice                                                        | France               |
| 2011                               | Peter Bradshaw                            | Critique The Guardian                                          | Royaume-Uni          |
| 2011                               | Geoffrey Gilmore                          | Directeur du Festival de Tribeca                               | États-Unis           |
| 2011                               | Daniela Michel                            | Directrice du Festival de Morelia                              | Mexique              |
| 2012                               | Tim Roth (président du jury)              | Acteur                                                         | Royaume-Uni          |
| 2012                               | Leïla Bekhti                              | Actrice                                                        | France               |
| 2012                               | Tonie Marshall                            | Réalisatrice                                                   | France               |
| 2012                               | Luciano Monteagudo                        | Critique                                                       | Argentine            |
| 2012                               | Sylvie Pras                               | Directrice du Festival international du film de La Rochelle    | France               |
| 2013                               | Thomas Vinterberg (président du jury)     | Réalisateur                                                    | Danemark             |
| 2013                               | Zhang Ziyi                                | Actrice                                                        | Chine                |
| 2013                               | Ludivine Sagnier                          | Actrice                                                        | France               |
| 2013                               | Ilda Santiago                             | Directrice du Festival international du film de Rio de Janeiro | Brésil               |
| 2013                               | Enrique González Macho                    | Producteur                                                     | Espagne              |
| 2014                               | Pablo Trapero (président du jury)         | Réalisateur                                                    | Argentine            |
| 2014                               | Maria Bonnevie                            | Actrice                                                        | Suède Norvège        |
| 2014                               | Géraldine Pailhas                         | Actrice                                                        | France               |
| 2014                               | Peter Becker                              | Directeur de la Collection Criterion                           | États-Unis           |
| 2014                               | Moussa Touré                              | Réalisateur                                                    | Sénégal              |
| 2015                               | Isabella Rossellini (présidente du jury)  | Comédienne                                                     | Italie États-Unis    |
| 2015                               | Haifaa al-Mansour                         | Réalisatrice                                                   | Arabie saoudite      |
| 2015                               | Nadine Labaki                             | Réalisatrice et actrice                                        | Liban                |
| 2015                               | Pános Koútras                             | Réalisateur                                                    | Grèce                |
| 2015                               | Tahar Rahim                               | Acteur                                                         | France               |
| 2016                               | Marthe Keller (présidente du jury)        | Comédienne                                                     | Suisse               |
| 2016                               | Jessica Hausner                           | Réalisatrice                                                   | Autriche             |
| 2016                               | Diego Luna                                | Acteur, réalisateur et producteur                              | Mexique              |
| 2016                               | Ruben Östlund                             | Réalisateur                                                    | Suède                |
| 2016                               | Céline Sallette                           | Actrice                                                        | France               |
| 2017                               | Uma Thurman (présidente du jury)          | Actrice et productrice                                         | États-Unis           |
| 2017                               | Mohamed Diab                              | Réalisateur, scénariste et écrivain                            | Égypte               |
| 2017                               | Reda Kateb                                | Acteur                                                         | France               |
| 2017                               | Joachim Lafosse                           | Réalisateur et scénariste                                      | Belgique             |
| 2017                               | Karel Och                                 | Directeur artistique du Festival de Karlovy Vary               | République tchèque   |
| 2018                               | Benicio del Toro (président du jury)      | Acteur, réalisateur et producteur                              | Porto Rico           |
| 2018                               | Kantemir Balagov                          | Réalisateur                                                    | Russie               |
| 2018                               | Julie Huntsinger                          | Directrice artistique du Festival de Telluride                 | États-Unis           |
| 2018                               | Annemarie Jacir                           | Réalisatrice et scénariste                                     | Palestine            |
| 2018                               | Virginie Ledoyen                          | Actrice                                                        | France               |
| 2019                               | Nadine Labaki (présidente du jury)        | Actrice, réalisatrice et scénariste                            | Liban                |
| 2019                               | Lisandro Alonso                           | Réalisateur et scénariste                                      | Argentine            |
| 2019                               | Lukas Dhont                               | Réalisateur et scénariste                                      | Belgique             |
| 2019                               | Marina Foïs                               | Actrice                                                        | France               |
| 2019                               | Nurhan Sekerci-Porst                      | Productrice                                                    | Allemagne            |
| 2021                               | Andrea Arnold (présidente du jury)        | Réalisatrice et scénariste                                     | Royaume-Uni          |
| 2021                               | Daniel Burman                             | Réalisateur, scénariste et producteur                          | Argentine            |
| 2021                               | Michael Angelo Covino                     | Réalisateur, acteur et scénariste                              | États-Unis           |
| 2021                               | Mounia Meddour                            | Réalisatrice, scénariste et productrice                        | Algérie              |
| 2021                               | Elsa Zylberstein                          | Actrice                                                        | France               |
| 2022                               | Valeria Golino (présidente du jury)       | Actrice et réalisatrice                                        | Italie               |
| 2022                               | Benjamin Biolay                           | Acteur, auteur, compositeur et interprète                      | France               |
| 2022                               | Debra Granik                              | Réalisatrice et scénariste                                     | États-Unis           |
| 2022                               | Joanna Kulig                              | Actrice                                                        | Pologne              |
| 2022                               | Édgar Ramírez                             | Acteur                                                         | Venezuela            |
| 2023                               | John C. Reilly (président du jury)        | Acteur, scénariste et producteur                               | États-Unis           |
| 2023                               | Paula Beer                                | Actrice                                                        | Allemagne            |
| 2023                               | Davy Chou                                 | Réalisateur et scénariste                                      | France Cambodge      |
| 2023                               | Emilie Dequenne                           | Actrice                                                        | Belgique             |
| 2023                               | Alice Winocour                            | Réalisatrice et scénariste                                     | France               |
| 2024                               | Xavier Dolan (président du jury)          | Acteur, scénariste et réalisateur                              | Canada               |
| 2024                               | Maïmouna Doucouré                         | Réalisatrice, scénariste et productrice                        | France Sénégal       |
| 2024                               | Asmae El Moudir                           | Réalisatrice et scénariste                                     | Maroc                |
| 2024                               | Vicky Krieps                              | Actrice                                                        | Allemagne Luxembourg |
| 2024                               | Todd McCarthy                             | Critique                                                       | États-Unis           |
| 2025                               | Molly Manning Walker (présidente du jury) | Réalisatrice, scénariste et directrice de la photographie      | Royaume-Uni          |
| 2025                               | Louise Courvoisier                        | Réalisatrice et scénariste                                     | France               |
| 2025                               | Vanja Kaludjercic                         | Directrice du Festival international du film de Rotterdam      | Croatie              |
| 2025                               | Roberto Minervini                         | Réalisateur, scénariste et producteur                          | Italie               |
| 2025                               | Nahuel Pérez Biscayart                    | Acteur                                                         | Argentine            |